# História das Ilhas Virgens Britânicas

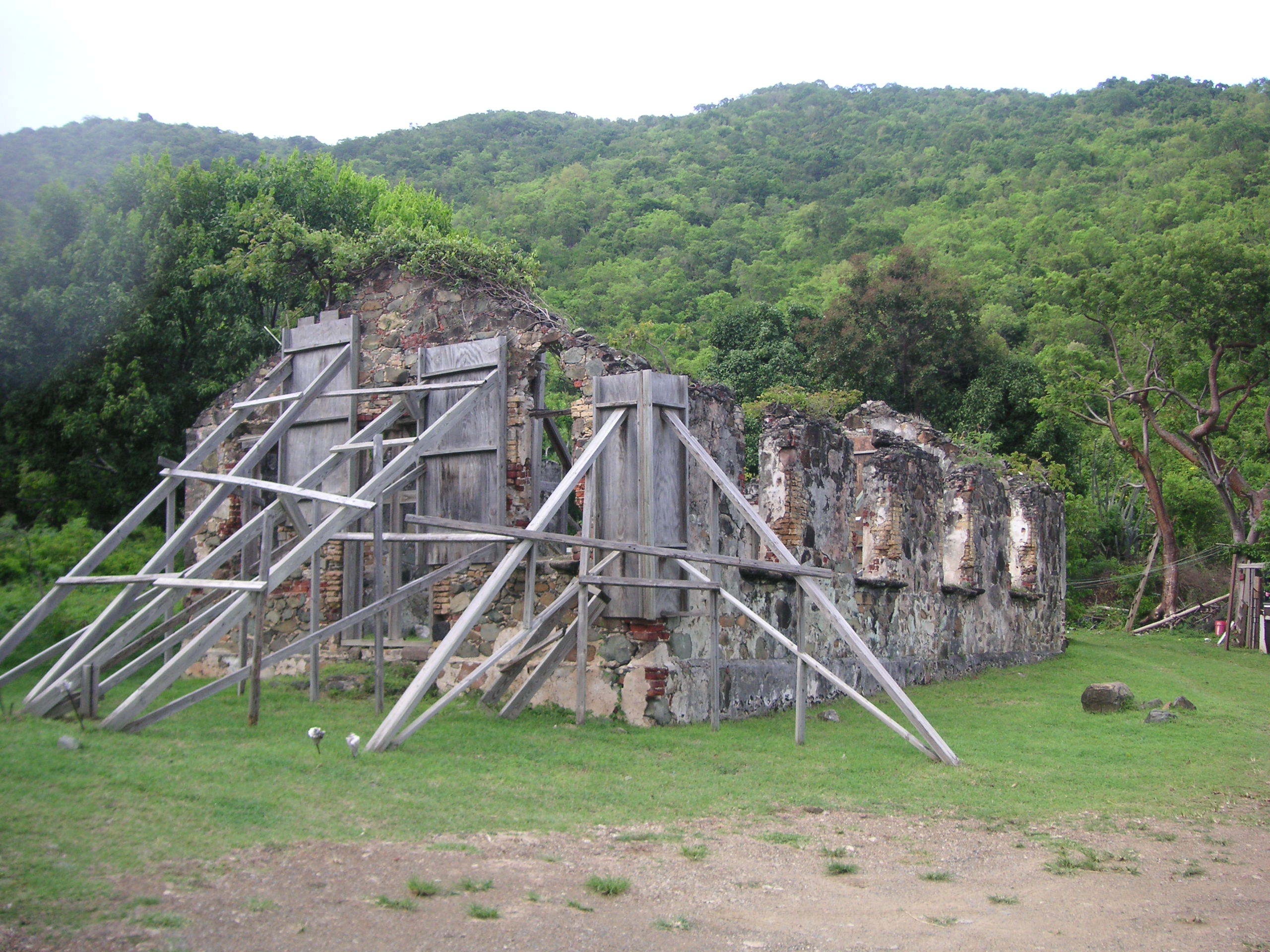
As ruínas da Igreja de St Phillip, Tortola, uma das mais importantes ruínas históricas do Território.

A História das Ilhas Virgens Britânicas é geralmente, para fins didáticos, dividida em cinco períodos:
- Povoamento ameríndio pré-colombiano, a partir de uma data incerta
- Povoamento dos primeiros europeus, aproximadamente de 1612 até 1672
- Controle britânico, de 1672 até 1834
- Emancipação, de 1834 até 1950
- O Estado moderno, de 1950 até os dias de hoje

Esses períodos de tempo são utilizados apenas por conveniência. Existe um período incerto de tempo desde quando o último dos Arawak deixou o que mais tarde se chamaria Ilhas Virgens Britânicas até os primeiros europeus iniciarem um povoado lá no início da década de 1600, mas cada período começa com uma mudança dramática do período que o precede, e assim é um modo conveniente para compartimentar o assunto.

## Povoamento pré-colombiano
O primeiro registro de povoamento do Território foi pelos índios Arawak da América do Sul, por volta de 100 a.C.. Porém, há alguma disputa acerca das datas. Alguns historiadores colocam-na mais tarde, por volta do ano 200, mas eles sugerem que os Arawaks podem ter sido precedidos pelos índios Ciboney, que pensam terem vivido nas proximidades de Saint Thomas por volta do início de 300 a.C.  Existe alguma evidência da presença de ameríndios nas ilhas anteriormente a 1500 a.C., embora aja um pequeno apoio acadêmico para a ideia de um povoamento permanente em qualquer uma das atuais Ilhas Virgens Britânicas naquele tempo.
Os Arawaks habitaram as ilhas até a década de 1400 quando foram expulsos pelos Caraíbas, uma tribo mais agressiva das ilhas das Pequenas Antilhas, e de quem originou-se o nome Mar do Caribe. Alguns historiadores, entretanto, acreditam que essa crença popular de que os guerreiros caraíbas caçavam os pacíficos arawaks pelas ilhas caribenhas está arraigada em estereótipos europeus simplistas, e que a verdadeira história é mais complexa.
Nenhum dos posteriores visitantes europeus às Ilhas Virgens jamais reportou qualquer contato com ameríndios nos locais onde mais tarde se tornaria as Ilhas Virgens Britânicas, apesar de que Colombo teria um encontro hostil com nativos caraíbas da ilha de Saint Croix.
Comparativamente pouco é conhecido sobre os primeiros habitantes do Território. As maiores descobertas de cerâmica Arawak têm acontecido perto de Belmont e Smuggler's Cove no noroeste de Tortola, porém muitos outros sítios tem sido encontrados, inclusive no Soper's Hole, Apple Bay, Coxheath, Pockwood Pond, Pleasant Valley, Sage Mountain, Russell Hill (atualmente Road Town), Pasea, Purcell, Paraquita Bay, Josiah's Bay, Mount Healthy e Cane Garden Bay. Modernas escavações arqueológicas regularmente levam os historiadores locais a reverem o que eles anteriormente pensavam e conheciam sobre os primeiros habitantes das ilhas. Descobertas noticiadas nos jornais locais em 2006 levam a acreditar que o povoamento das ilhas pelos Arawaks devem ter sido muito mais significativos do que se antigamente supunha.

## 1472 - As primeiras explorações europeias
O primeiro europeu a avistar as Ilhas Virgens foi Cristóvão Colombo em 1493 em sua segunda viagem para as Américas. Colombo deu-lhes o extravagante nome de Santa Ursula y las Once Mil Vírgenes (Santa Úrsula e suas 11.000 Virgens), abreviado para Las Vírgenes (As Virgens), devido à lenda de Santa Úrsula. Ele é também lembrado por ter pessoalmente dado o nome de Virgem Gorda, para o que ele pensou ser a maior ilha do grupo.
A Espanha reivindicou as ilhas por ter sido a primeira a descobri-las, mas não fez nada para garantir a sua posse, e nunca instalou nenhum povoado no Território. Em 1508 Juan Ponce de León fundou San Juan de Puerto Rico, e escreveu para os jornais espanhóis sugerindo que o povoado utilizasse as Ilhas Virgens para a prática da pesca, mas nada além disso. Não está claro se eles chegaram a navegar até as atuais Ilhas Virgens para pescarem, e a menção pode ainda estar a referir-se às atuais Ilhas Virgens Americanas.
Em 1517 Sir Sebastião Caboto e Sir Thomas Pert visitaram as ilhas em seus caminhos de volta de suas explorações por águas brasileiras.

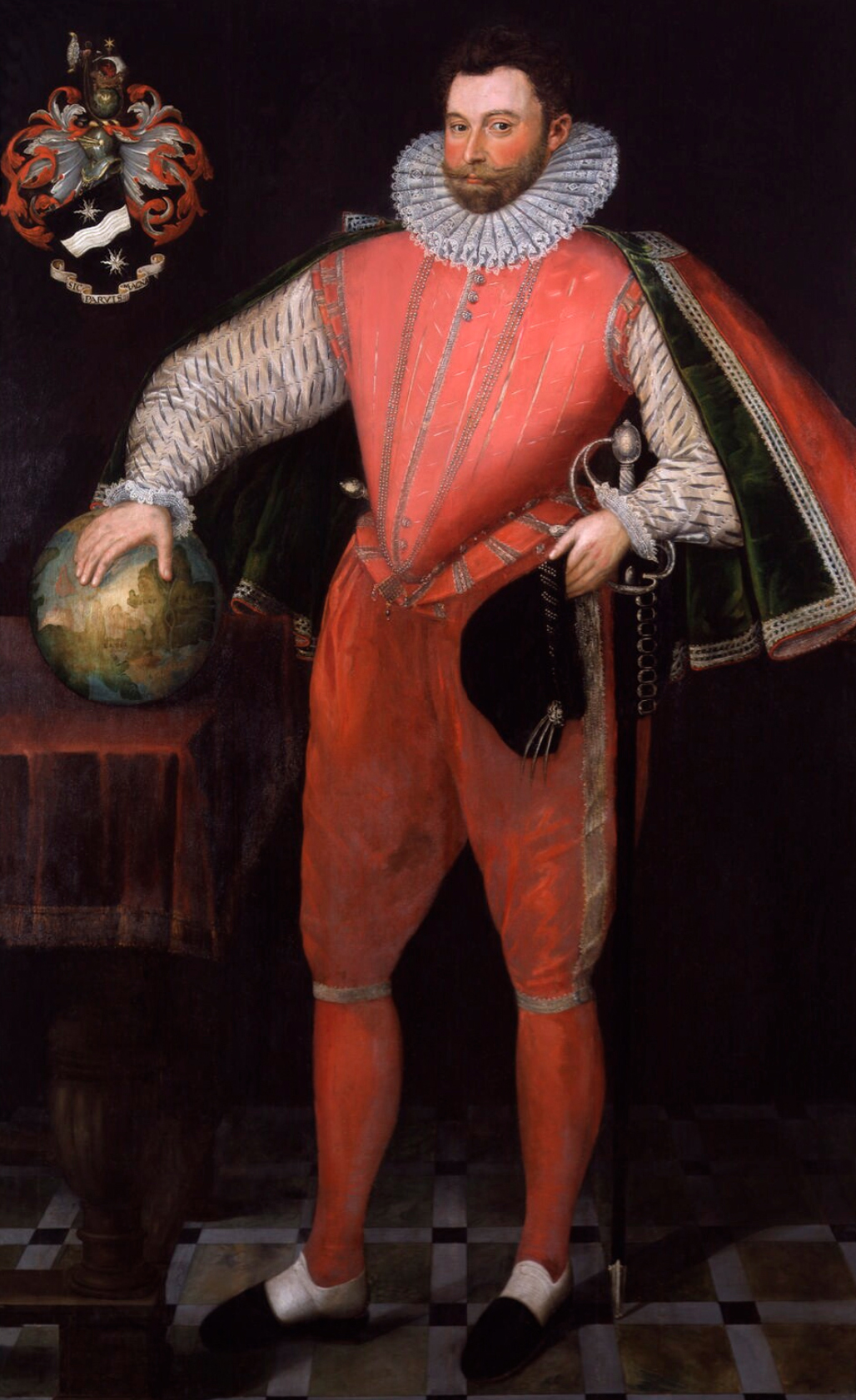
Sir Francis Drake, que visitaria as ilhas quatro vezes, e daria o seu nome ao seu canal principal.

Sir John Hawkins visitou as ilhas três vezes, a primeira em 1542 e depois novamente em 1563 com uma carga de escravos a bordo com destino a Hispaniola. Em sua terceira visita, ele esteve acompanhado de um jovem capitão que se chamava Francis Drake a bordo do navio Judith. Mais tarde o canal central das Ilhas Virgens Britânicas receberia o nome deste jovem capitão.
Drake retornaria em 1585, e é relatado que ele teria ancorado em North Sound na Virgem Gorda antes do seu taticamente brilhante ataque a Santo Domingo. Drake retornou no final de 1595 em sua última viagem durante a qual ele morreria.
Em 1598 o Conde de Cumberland utilizou as ilhas como base para o seu ataque a La Fortaleza e Porto Rico.
Em 1607 alguns relatos sugerem que John Smith tenha passado pelas Ilhas Virgens durante a expedição comandada pelo Capitão Christopher Newport para fundar uma nova colônia na Virgínia.
O monarca inglês, Rei Jaime I, concedeu uma patente para o Conde de Carlisle para Tortola, bem como "Angilla, Semrera (ilha Sombrero) & Enegada". Ele também recebeu cartas-patente por Barbados, St. Kitts e "todo o Caribe" em 1628. Carlisle morreu logo após, mas seu filho, o segundo Conde de Carlisle, arrendou as patentes para Lord Willoughby por 21 anos em 1647. Nenhum deles jamais tentou povoar as ilhas do norte.

### Primeiro povoado neerlandês
Foi um corsário neerlandês chamado Joost van Dyk que organizou o primeiro povoado permanente no Território em Soper's Hole, no extremo Oeste de Tortola. Não se sabe precisamente quando ele chegou pela primeira vez no Território, mas em 1615 o povoado de van Dyk foi mencionado nos relatos contemporâneos espanhóis, destacando a sua recente expansão. Ele fez comércio com os Espaniardos e Porto Rico e cultivou algodão e tabaco.
Algumas fontes sugerem que os primeiros assentamentos nas Ilhas Virgens foram feitos pelos espanhóis, que exploravam o cobre nas minas de Virgem Gorda, mas não há evidências arqueológicas que sustentem a existência de qualquer povoado espanhol nas ilhas em tempo algum, ou qualquer mina de cobre na Virgem Gorda antes da década de 1800.
Em 1625 van Dyk foi reconhecido pela Companhia Neerlandesa das Índias Ocidentais como o único "Patrono" de Tortola, e mudou suas operações para Road Town. Durante o mesmo ano van Dyk concedeu algum apoio (não militar) ao Almirante neerlandês Boudewijn Hendricksz, que saqueou San Juan de Puerto Rico. Em setembro de 1625, em retaliação, os espanhóis comandaram um ataque total à ilha de Tortola, derrubando suas defesas e destruindo seu embrionário povoado. Joost van Dyk refugiou-se na ilha que mais tarde receberia o seu nome, e  protegeu-se lá dos espanhóis. Ele mais tarde mudou-se para a ilha de Saint Thomas até que os espanhóis desistissem e retornassem para Porto Rico.
Apesar da hostilidade espanhola, a Companhia Neerlandesa das Índias Ocidentais ainda considerou que as Ilhas Virgens possuíam um importante valor estratégico, uma vez que elas estavam localizadas aproximadamente a meio caminho entre a colônia neerlandesa na América do Sul (atual Suriname) e o mais importante povoado neerlandês na América do Norte, Nova Amsterdã (atual Nova Iorque). Grandes armazéns de pedras foram construídos em Freebottom, perto de Port Purcell (bem a leste de Road Town), com a intenção que esses armazéns facilitassem as trocas de cargas entre as Américas do Norte e a do Sul.

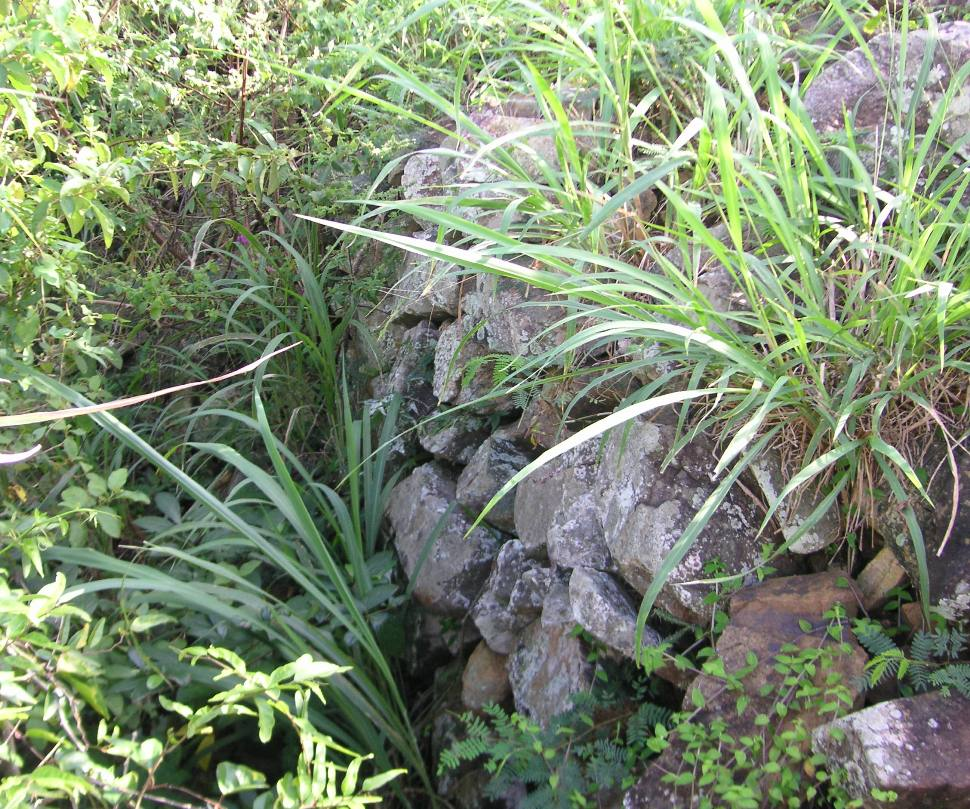
Os restos do Forte Charlotte, construído em um antigo posto de observação erguido pelos neerlandeses.

Nesse tempo, os colonos neerlandeses ergueram algumas pequenas fortificações e um forte com três canhões acima dos armazéns, na colina onde o Forte George seria construído pelos ingleses. Eles também construíram uma paliçada de madeira para atuar como um posto de observação acima de Road Town no local onde seria futuramente o Forte Charlotte. Eles também posicionaram tropas no "dojon" espanhol perto de Pockwood Pond, que mais tarde seria conhecido por Forte Purcell, mas atualmente chamado de "o Calabouço".
Em 1631 a Companhia Neerlandesa das Índias Ocidentais manifestou interesse pelo cobre que havia sido descoberto na Virgem Gorda, e um povoado foi fundado naquela ilha, que passou a ser conhecido por "Little Dyk's" (atualmente chamado de Little Dix).
Em 1640 a Espanha atacou Tortola em uma operação comandada pelo Capitão Lopez. Mais dois ataques foram realizados pelos espanhóis em Tortola, em 1646 e em 1647 comandados pelo Capitão Francisco Vincente Duran. Os espanhóis ancoraram um navio de guerra em Soper's Hole no extremo oeste e os homens desembarcaram na praia. Eles então enviaram outro navio para bloquear o porto de Road Town. Depois que uma equipe de exploradores fizeram um relato seguro para o ataque, os espanhóis desembarcaram mais homens e atacaram o Forte Purcell por terra. Os neerlandeses foram massacrados, e os soldados espanhóis continuaram sua marcha em direção a Road Town, onde eles mataram todos e destruíram o povoado. Eles aparentemente não atacaram os pequenos povoados mais acima da costa em Baugher's Bay, ou em Virgem Gorda.

### Declínio da Companhia Neerlandesa das Índias Ocidentais
Os povoados não eram, apesar de tudo, um sucesso econômico, e as evidências sugerem que os neerlandeses gastavam a maior parte de seu tempo mais lucrativamente engajados na pirataria que comerciando. A falta de prosperidade do território refletiu na falta de sucesso comercial da Companhia Neerlandesa das Índias Ocidentais como um todo.
A companhia mudou sua política, e buscou ceder ilhas como Tortola e Virgem Gorda para pessoas privadas para que estas promovessem novos assentamentos e criassem postos de comércio de escravos. A ilha de Tortola foi depois vendida para Willem Hunthum na década de 1650 e o interesse da Companhia Neerlandesa das Índias Ocidentais pelo Território efetivamente terminou.
Em 1665 os colonos neerlandeses de Tortola foram atacados por um pirata britânico, John Wentworth, que chegou a capturar 67 escravos que foram enviados para Bermudas. Este é o primeiro relato oficial da existência de escravos no Território.
Posteriormente em 1666, existiam relatos que um número de colonos neerlandeses foi levado por uma invasão de "salteadores e piratas" britânicos, embora um número ainda de neerlandeses tenham permanecido nas ilhas.

## 1672 - Colonização britânica
As Ilhas Virgens Britânicas passaram para o controle britânico em 1672, no início da Terceira Guerra Anglo-Neerlandesa, e tem permanecido assim desde então. Contudo, as circunstâncias dos britânicos tomando o controle ainda não estão muito claras. Os Países Baixos declaram que em 1672 Willem Hunthum colocou Tortola sob a proteção do Coronel Sir William Stapleton, o Governador-Geral das Pequenas Antilhas. O próprio Stapleton relata que ele capturou o Território logo após o início da guerra.
O que está claro é que o Coronel William Burt foi enviado para Tortola e tomou o controle da ilha antes de 13 de julho de 1672 (data que Stapleton reportou a conquista do Conselho de Comércio). Burt não tinha o número suficiente de homens para ocupar o Território, mas antes de deixar a ilha, ele destruiu os fortes neerlandeses e removeu todos os seus canhões para Saint Kitts.
Pelo Tratado de Westminster de 1674, a guerra foi encerrada e foi prevista a restituição mútua de todos os territórios conquistados durante a guerra. O Tratado dava aos Países Baixos o direito de reassumir a posse das ilhas, mas esta estava em guerra com a França e temendo ser atacada adiou essa retomada. Apesar das possessões não serem consideradas valiosas, por razões estratégicas os britânicos ficaram relutantes em devolvê-las e depois de prolongadas discussões, ordens foram emitidas para que Stapleton em junho de 1677 mantivesse a posse de Tortola e das ilhas circunvizinhas.
Em 1678 a Guerra Franco-Neerlandesa terminou e os Países Baixos voltaram sua atenção para Tortola, apesar de ter sido apenas em 1684 que o embaixador neerlandês, Arnout van Citters, formalmente requereu a devolução de Tortola. Contudo, ele não formulou o pedido com base no Tratado de Westminster, mas na reivindicação do direito privado da viúva de Willem Hunthum. Ele afirmou que a ilha não era uma conquista, mas que havia sido confiada ao britânico. O embaixador anexou uma carta de Stapleton prometendo devolver a ilha.
Neste momento (1686), Stapleton havia completado o seu tempo de serviço e estava a caminho da Inglaterra. Foi dito aos neerlandeses que Stapleton seria questionado para dar explicações sobre a contradição entre a sua afirmação de ter conquistado a ilha e a correspondência assinada por ele indicando uma promessa de devolvê-la, depois das quais uma decisão seria tomada. Infelizmente, Stapleton viajou primeiro para a França, a fim de recuperar sua saúde, onde acabou morrendo. Sabendo que outros territórios caribenhos, que haviam sido tomados dos neerlandeses durante a guerra haviam sido devolvidos, em agosto de 1686 o embaixador neerlandês foi informado pelos britânicos que Tortola seria também devolvida, e instruções para que isso fosse concretizado foram emitidas para Sir Nathaniel Johnson, o novo Governador das Ilhas Leeward.
Mas Tortola nunca foi devolvida, de fato, para os Países Baixos. Parte do problema foi que as ordens de Johnson foram para que a ilha fosse devolvida para a tal pessoa ou pessoas que tinham "procuração legal ou autoridade para recebê-la..." Mas, a maioria dos antigos colonos havia partido, tendo perdido a esperança de recuperá-la. Certamente, não havia nenhum representante oficial da monarquia neerlandesa ou qualquer outro órgão do governo. Sendo assim, Johnson não fez nada.
Em novembro de 1696 um outro pedido sobre a posse da ilha foi feito por Sir Peter van Bell, o agente de Sir Joseph Shepheard, um mercador de Roterdã, que afirmava ter comprado Tortola em 21 de junho de 1695 por 3.500 guilders. Shepheard era da Marca de Brandemburgo e a possibilidade de Tortola passar para o controle de Brandemburgo não foi bem vista em Westminster. A reivindicação de Brandemburgo não foi aceita pelos britânicos alegando que Stapleton havia conquistado Tortola e que esta não lhe havia sido confiada. Foi empregada a prática comum de demorar em dar uma resposta oficial remetendo toda a correspondência para uma análise pelo Governador Codrington. Codrington logo percebeu o risco de ter um posto avançado de comércio de Brandemburgo em Tortola, como tal um posto avançado já havia existido perto de Saint Thomas. Os brandemburgueses haviam anteriormente instalado um posto de comércio de escravos na Ilha Peter em 1690, que eles haviam abandonado e não eram considerados bem-vindos. Na ocasião, eles tinham um posto avançado em Saint Thomas, mas não se ocupavam da agricultura, e somente participavam do comércio de escravos. As negociações tornaram-se mais intensas e os britânicos insistiam no seu direito da conquista e também (erradamente, mas aparentando honestidade) afirmavam serem os primeiros a descobrir Tortola. Durante as negociações, os britânicos também se deram conta de duas reivindicações historicamente mais antigas, a patente de 1628 concedida ao Conde de Carlisle (que era incompatível com o título de posse de Hunthum vendido a ele pela Companhia Neerlandesa das Índias Ocidentais) e uma ordem do Rei, de 1694, proibindo assentamentos estrangeiros nas Ilhas Virgens. Em fevereiro de 1698, foi dito a Codrington para considerar as ordens anteriores a 1694 como definitivas e os britânicos não aceitaram mais nenhuma reivindicação sobre as ilhas.

### Limites geográficos do Território

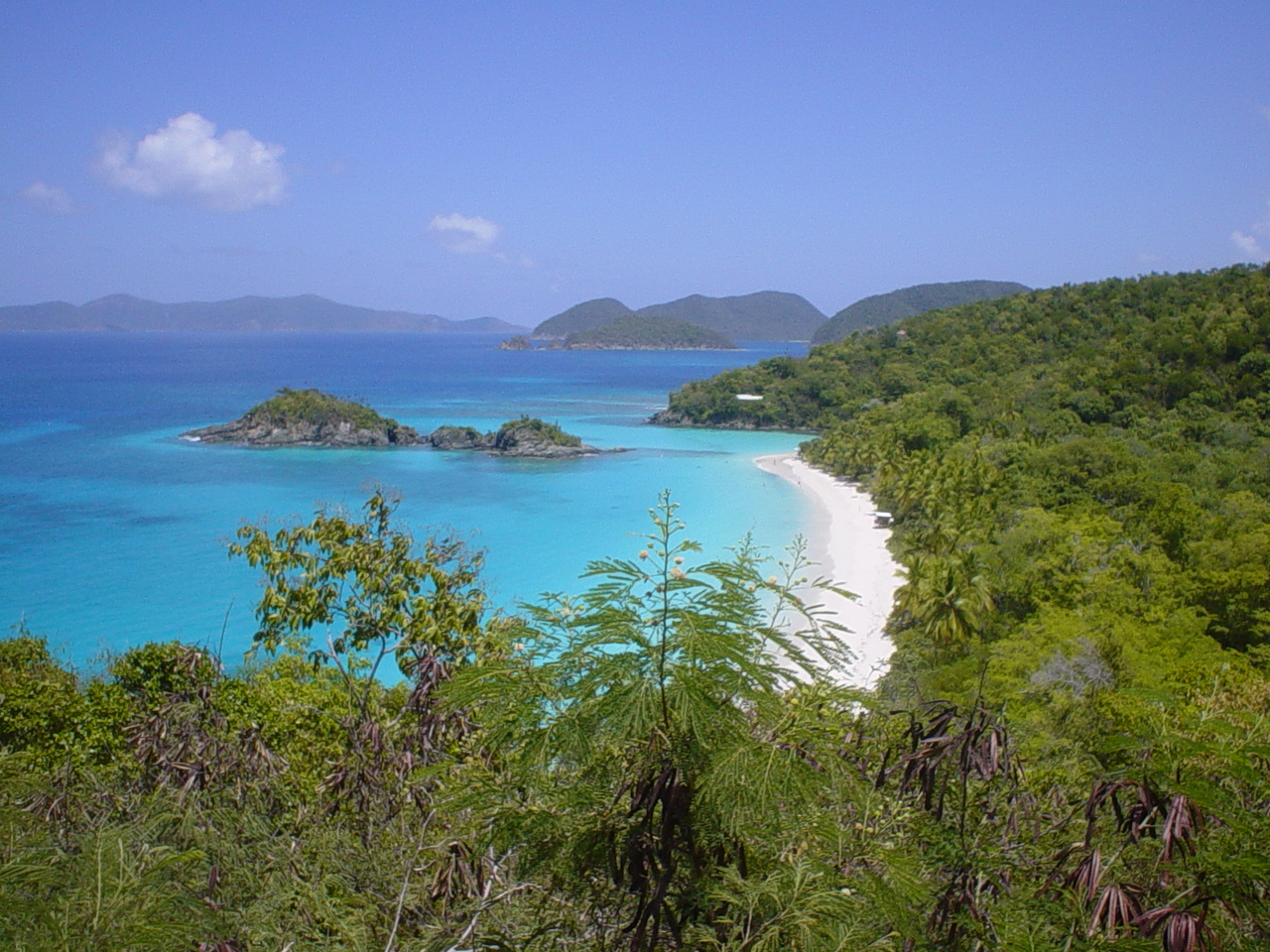
Saint John, reivindicada pelos britânicos mas nunca povoada. Eles definitivamente abandonaram a reivindicação da ilha em 1718.

Apesar das ilhas que agora formam as Ilhas Virgens Britânicas terem estado sob o controle britânico desde 1672, um número de outras ilhas chegaram também a ficar sob o controle da Coroa britânica (algumas mais de uma vez) durante algum período. Na ocasião em que os britânicos assumiram o controle do território, as seguintes ilhas foram consideradas parte das Ilhas Virgens.
- Saint Thomas. Os britânicos inicialmente reivindicaram Saint Thomas (e também Saint John), mas em 1717 a Dinamarca disputou a posse dessas ilhas. Em contraste com a longa disputa sobre o controle de Tortola, a disputa por Saint Thomas foi resolvida prontamente em um ano. A argumentação dinamarquesa era forte; eles tinham o benefício do Tratado de Aliança e Comércio de 1670 entre a Inglaterra e a Dinamarca, que levou a fundação da Companhia Dinamarquesa das Índias Ocidentais, em 1671, e em cujo contrato de criação constava a permissão para que ela tomasse posse e ocupasse as duas ilhas. Em 25 de maio de 1672 os dinamarqueses tomaram posse de Saint Thomas e descobriram que ela havia sido abandonada por colonos britânicos algumas semanas antes.
- Saint John. Não tão rápida quanto a solução da disputa sobre Saint Thomas, a ocupação de Saint John pelos dinamarqueses só ocorreu em 23 de março de 1718. A reação de Walter Hamilton, Governador das Ilhas Leeward, foi imediata. Ele enviou o HMS Scarborough para a ilha. Seguiu-se então um período de tensas negociações, mas por último os dinamarqueses recusaram-se a deixar Saint John, e os britânicos desistiram de usar a força para tomá-la.  Honestamente, os britânicos estavam menos interessados em Saint John do que em Saint Croix, que achavam que os dinamarqueses também estariam cobiçando.
- Saint Croix (ou Santa Cruz, como era conhecida naquele tempo). O temor dos britânicos mostrou ser bem justificado. Em 1729 uma reivindicação foi feita por Saint Croix pelos dinamarqueses que afirmavam tê-la comprado dos franceses. Saint Croix havia sido colonizada um século antes por colonos de diversas partes da Europa, mas em 1645 a violência tinha se desencadeado entre eles e o governador inglês foi assassinado. Os ingleses sumariamente expulsaram os neerlandeses e os franceses, por sua própria solicitação, foram enviados para Guadalupe, deixando os britânicos como os únicos controladores da ilha. Mas em 1650 os espanhóis vindos de Porto Rico invadiram a ilha e os britânicos foram expulsos. Mais tarde, nesse mesmo ano os neerlandeses tentaram voltar a Saint Croix, acreditando que os espanhóis haviam retornado para Porto Rico, mas quando eles chegaram, os espanhóis ainda estavam por lá e todos os neerlandeses foram mortos ou capturados. O governador-geral das colônias francesas do Caribe então planejou um ataque à ilha com recursos próprios e conseguiu expulsar os espanhóis, porém ele foi incapaz de estabelecer lá uma colônia e cedeu o direito sobre a ilha para o Grão-Mestre da Ordem de Malta em 1653.[10] Em 1665 Saint Croix foi vendida para a Companhia Francesa das Índias Ocidentais e após a falência da companhia em 1674, o Rei da França reivindicou-o como parte de seus domínios, apesar da ilha ter sido posteriormente abandonado por tratar-se de um fracasso econômico - a data do abandono seria mais tarde calorosamente disputada. Em maio de 1733 a França pretendeu vender a ilha para a Companhia Neerlandesa das Índias Ocidentais. Se os franceses a tinham abandonado em 1695 (como eles afirmavam), ela era francesa na época do Tratado. Se os franceses abandonaram a ilha em 1671 (como os britânicos afirmavam), então sob o Tratado de 1686, Saint Croix seria certamente uma possessão britânica.  No final, a França tinha documentos que sustentavam sua reivindicação, e os britânicos não tinham. Os britânicos acabaram por desistir de tentar impedir que a França vendesse a ilha para os dinamarqueses.

Os britânicos conquistariam as ilhas Saint Thomas, Saint John e Saint Croix em março de 1801 durante as Guerras napoleônicas, mas eles as devolveram obedecendo ao Tratado de Amiens de março de 1802. Elas foram então retomadas em dezembro de 1807, mas foram devolvidas novamente devido ao Tratado de Paris de 1815. Depois disso elas permaneceriam sob o controle dinamarquês até 1917 quando elas foram vendidas para os Estados Unidos da América por US$25 milhões e foram mais tarde renomeadas de Ilhas Virgens Americanas.
- Vieques (ou Crab Island, como os britânicos se referem a ela).  Vieques foi periodicamente ocupada pelos britânicos, mas em cada ocasião eles foram afugentados por soldados espanhóis da vizinha Porto Rico. No início da década de 1700, as autoridades Coloniais ordenaram a remoção dos colonos britânicos da ilha Vieques e os reassentaram em Saint Kitts. Ironicamente, um século mais tarde depois da emancipação, um número de ex-escravos iria e procuraria trabalho em Vieques como homens livres de cor, apesar de Vieques ainda ser uma sociedade escravocrata.

O relacionamento com os dinamarqueses foram se tornando cada vez mais difíceis. Os dinamarqueses constantemente faziam uso das ilhas próximas para extrair madeiras, violando claramente a soberania britânica. Os navios britânicos que atracavam em Saint Thomas estavam sujeitos a taxas extorsivas. Mais tarde, Saint Thomas tornou-se uma base para piratas que o Governador dinamarquês não quis ou não pode controlar. Durante a Guerra da Sucessão Espanhola os dinamarqueses apoiaram as colônias francesas e permitiram que os franceses vendessem navios britânicos capturados como prêmios de guerra em Charlotte Amalie. Sem dúvida que as invasões britânicas no início da década de 1800 não contribuíram para a melhoria das relações e anos mais tarde, contrabandos e vendas ilegais de escravos em Saint Thomians frustrariam as autoridades britânicas.